# Villa Garbald

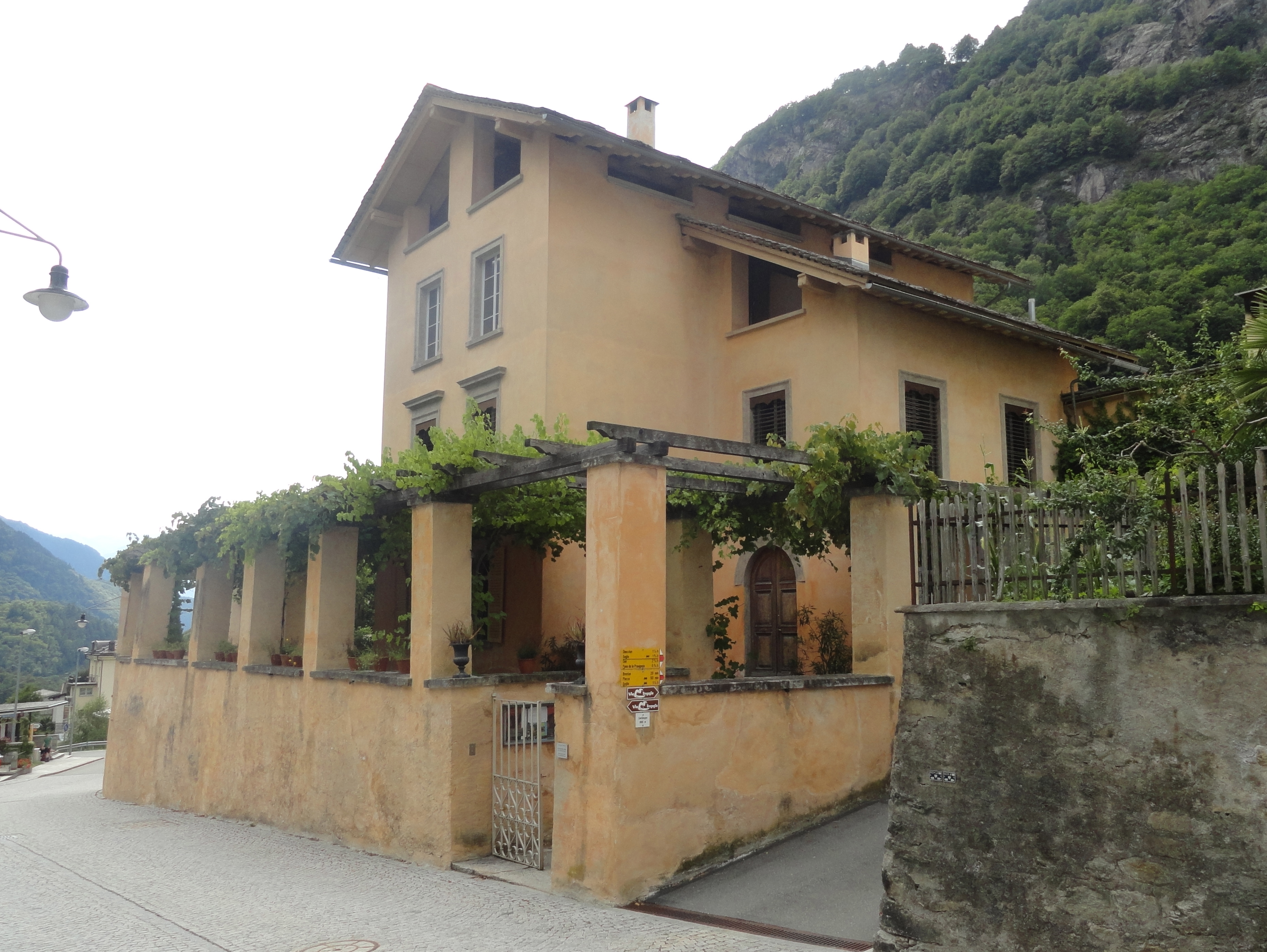
Die Villa Garbald von der Strassenseite aus

Die Villa Garbald ist ein 1862–1864 nach Plänen von Gottfried Semper errichtetes historistisches Landhaus im Castasegna in der Gemeinde Bregaglia im Schweizer Kanton Graubünden.

## Baugeschichte

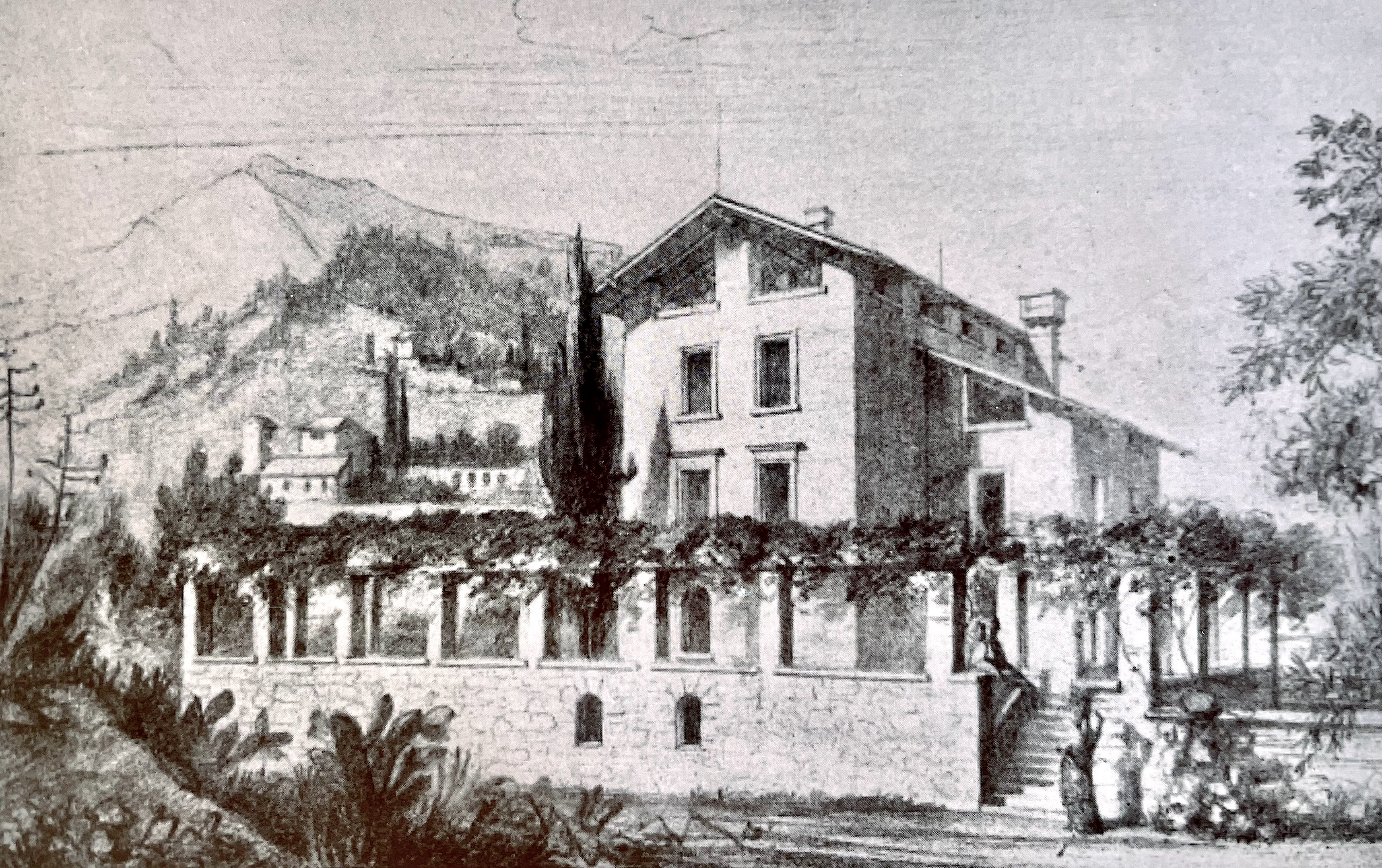
Entwurfszeichnung von Gottfried Semper für die Villa Garbald, 1862

Die Villa ist ein Auftragswerk von Agostino Garbald, eidgenössischer Zolldirektor von Castasegna. Der bereits renommierte Architekt Gottfried Semper lehrte seit 1855 am Polytechnikum in Zürich. Garbald übertrug ihm 1862 die Aufgabe, ein italienisches Landhaus für einen Bauplatz nahe der Zollstation in Castasegna zu entwerfen. Semper besuchte den Bauplatz selbst nie und stellte sich, wie seine Entwürfe belegen, die umgebende Landschaft als weite Talschaft mit milden Gebirgszügen vor. Tatsächlich ist der Grenzort Castasegna von steil aufragenden Felswänden umgeben. Sempers Entwurf wurde in den Jahren 1863–1864 umgesetzt. Es handelt sich um das einzige Bauwerk von ihm südlich der Alpen.

## Nutzung und Umbau

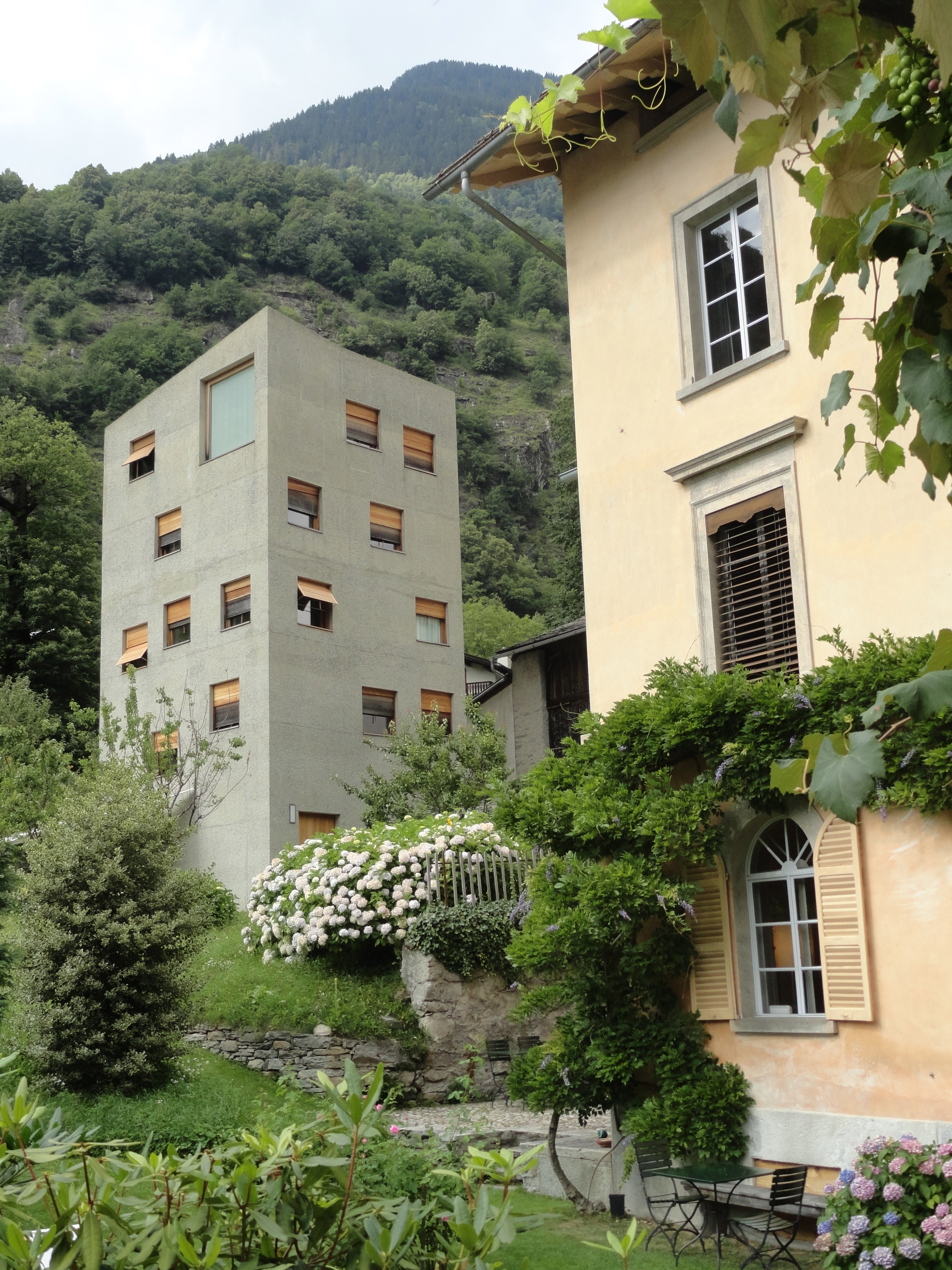
Blick auf Villa und Roccolo

In der Villa wohnten zunächst Agostino Garbald (1828–1909) mit seiner aus Zuoz stammenden Frau Johanna Garbald-Gredig (1840–1935), die unter dem Pseudonym Silvia Andrea eine bedeutende Schriftstellerin der Deutschschweiz wurde. Die umfangreiche Hausbibliothek des Ehepaares ist noch heute vor Ort erhalten. Ihr Sohn war der Kunst-Fotograf Andrea Garbald (1877–1958), der das Haus bis zu seinem Tod bewohnte und der von 1955 von den Nachkommen der Familie gegründeten Fondazione Garbald vermachte.
In der Zwischenzeit war das Haus recht heruntergekommen und die Geschichte – laut dem Bewohner in den 1980er-Jahren, der die Rettung initiierte – vergessen.
Seit 1990 dient die Villa als Tagungszentrum der Zürcher Hochschulen und zugleich Forschungs- und Gedenkstätte zum Werk von Silvia Andrea. 2002–2004 wurde die Villa von Miller & Maranta Architekten renoviert und sanft umgebaut. Dasselbe Büro realisierte im Jahr 2004 einen freistehenden Erweiterungsbaus für das Tagungszentrum im Garten der Villa – den «Roccolo», dessen Gestalt an italienische Geschlechtertürme erinnert.

## Architektur

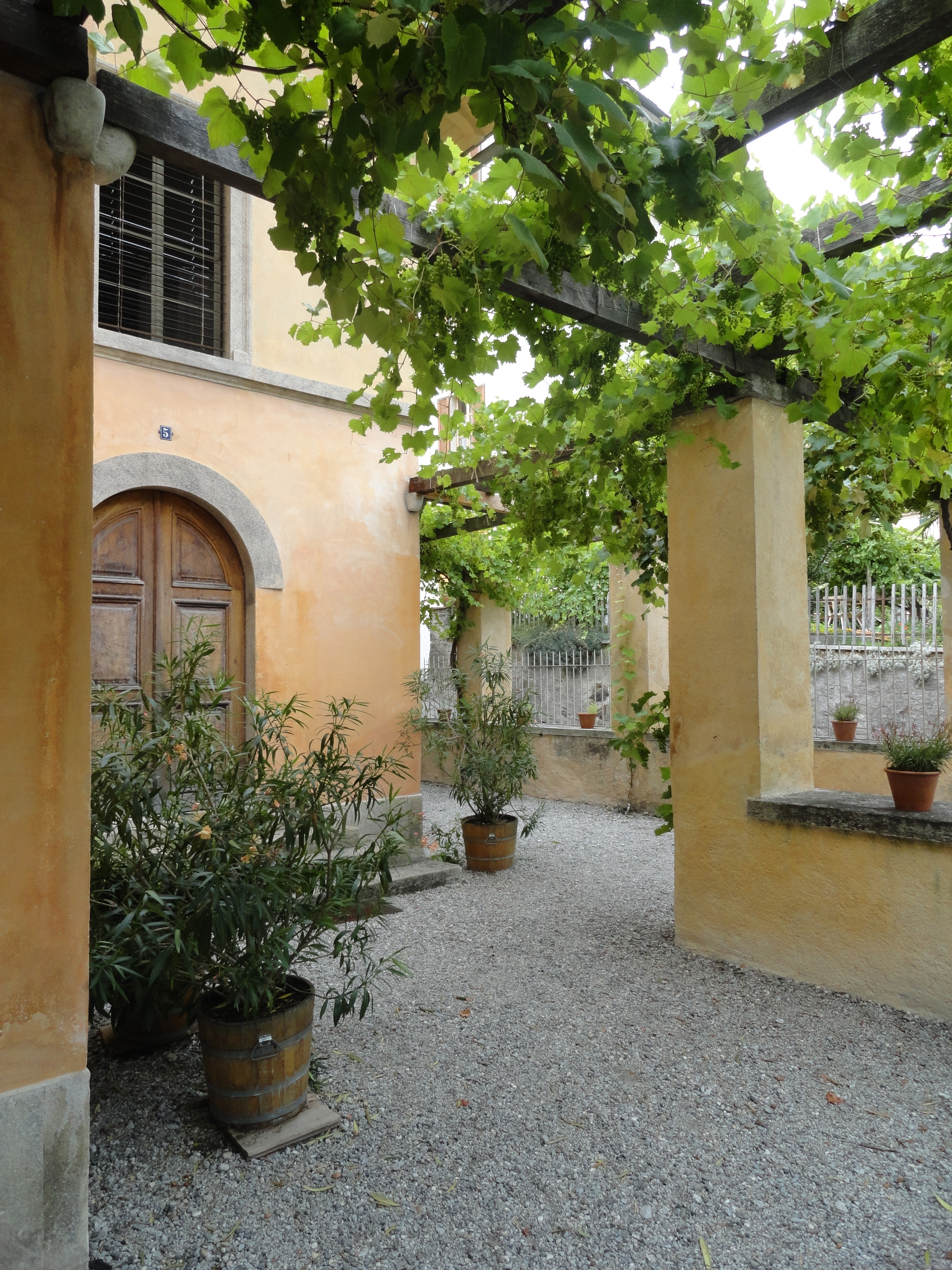
Pergola und Piazetta vor dem Portal

Die bauliche Ästhetik der Villa orientiert sich nicht an der traditionellen Architektur des Bergells, sondern am Ideal eines bürgerlichen lombardischen Landhauses zwischen schlichtem Spätklassizismus und Neorenaissance. Dem Gebäude ist zur Strassenseite eine breit ausladende Pergola vorgelagert, während der Hauptbau auf einem verwinkelten Grundriss eher die Vertikale betont. Das rundbogige Portal befindet sich im seitlich angefügten Risalit. Die beige gefassten Fassaden verzichten auf Ornamente, sodass vor allem die Fenster prägende Funktion haben. Im Erdgeschoss sind sie in Rundbogenformen, in den oberen Stockwerken in Rechteckformen ausgeführt, unter den flachen Satteldächern sind sie trapezförmig. Kernstück des Hauses ist das Treppenhaus, von dem aus im Erdgeschoss die Wohn- und Bibliotheksräume, in den Obergeschossen die Schlafzimmer erschlossen werden. Bemerkenswert sind die dezenten, aber vielseitigen Dekorationsmalereien in den Innenräumen.